# Blat de moro dolç
El blat de moro dolç o dacsa dolça (Zea mays var. rugosa) és una varietat de dacsa caracteritzada pel fet de tenir més sucre que les altres varietats.
Des de temps antics hi ha hagut en els camps de conreu plantes mutants que conserven el sucre dels grans sense convertir-los en midó i aquestes plantes s'han anat reproduint per tal de mantenir aquesta característica.
Les varietats actuals són híbrids seleccionats que són més estables que les varietats antigues.
El conreu té un cicle més curt que el blat de moro normal perquè les panotxes es cullen amb el gra encara tendre.
Habitualment es mengen els grans immadurs bullits o al forn amb la panotxa sencera o amb els grans separats (normalment enllaunats).
Una altra forma de consumir-los és adobats en vinagre; aleshores s'agafen les panotxes quan només fan 5 cm de llarg.